# Harry Kessler
Harry Clemens Ulrich Graf von Kessler (en allemand, Harry Graf Kessler, dit aussi « le comte Kessler »), né le 23 mai 1868 à Paris et mort le 30 novembre 1937 à Lyon, est un collectionneur d'art, directeur de musée, mécène, essayiste, diplomate et militant pacifiste allemand.

## Biographie

### Origines

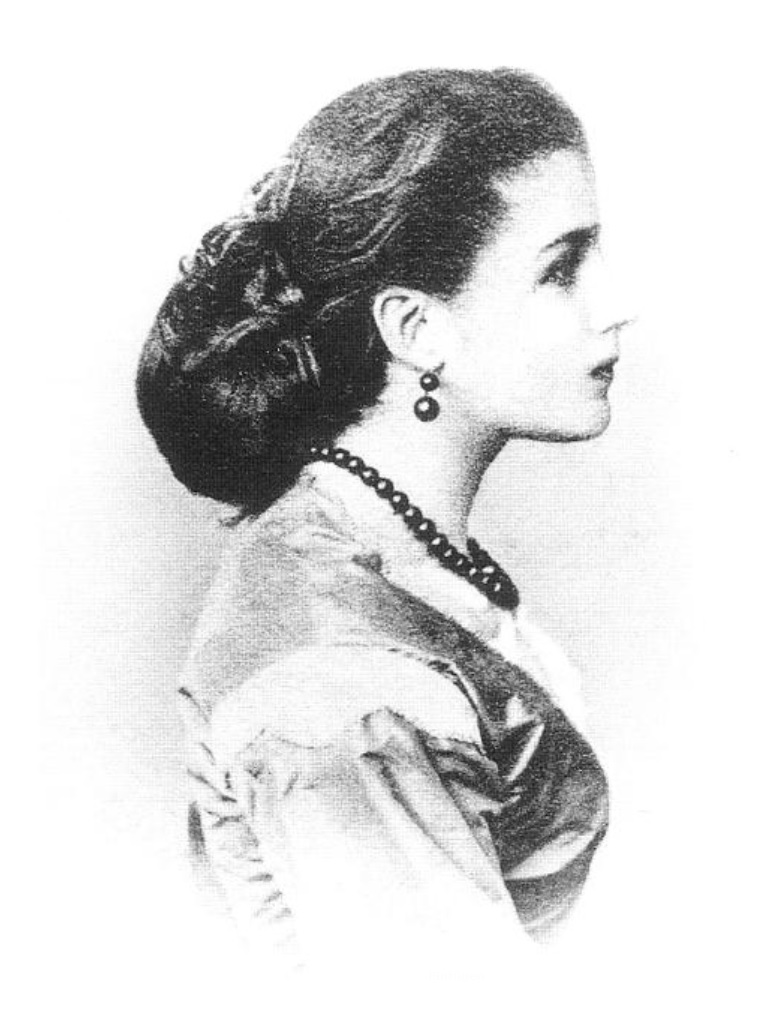
Alice, la mère d'Harry, fut l'une des plus belles femmes de son temps (photographie, 1868).

Né à Paris le 23 mai 1868, Harry est le fils d'Alice Blosse-Lynch (1844-1919), fille d'un officier britannique d'origine irlandaise, commandant de la flotte anglo-indienne basée à Bombay, et du banquier d'affaires allemand Adolf Wilhelm Kessler (1838-1895), établi à Paris et directeur d'une succursale de la société Auffm-Ordt basée à Hambourg. Le couple s'était formé à Boulogne-sur-Mer, lors d'une villégiature, et le mariage eut lieu en 1867. Harry est donc issu d'un milieu aisé, cosmopolite et polyglotte ; leurs affaires les mènent entre Paris, Londres et Hambourg. L'amour des arts et des lettres chez Harry lui vient de sa mère : elle écrit d'ailleurs des romans sous pseudonyme, et donne de petits spectacles privés dans leur hôtel particulier parisien (détruit), situé cours la Reine (8e arrondissement). En 1867, lors de l'exposition universelle à Paris, le roi Guillaume de Prusse lui rend visite et une amitié solide prend forme qui vaudra à Adolf Wilhelm d'être fait comte héréditaire (Graf) en 1879. L'empereur Guillaume Ier sera aussi le parrain de la petite sœur d'Harry, Wilma (1877-1963), née à Londres, qui épousa Christian de Michel du Roc de Brion.

### Une formation cosmopolite
Les Kessler partent à Londres au moment de la guerre franco-allemande. En 1877, le père de Harry choisit de placer son fils en internat à Paris, mais celui-ci fait une grave dépression. Âgé de douze ans, il entame un journal intime en anglais, qu'il tiendra toute sa vie. Peu après, il est placé à St. George's School à Ascot dans le sud de l'Angleterre et là encore Harry est sujet à des crises de dépression, ne parvenant pas à se mêler au milieu aristocratique britannique. En 1882, son père l'inscrit à l'école d'érudition Saint-Jean de Hambourg, son ancienne école. La littérature, le théâtre et la musique de Bach et de Wagner deviennent alors les centres d'intérêt préférés de Harry. Il termine en 1888 comme premier de sa classe. Il entre ensuite en Droit à Bonn puis à l'université de Leipzig. Le jeune-homme est éclectique, il se passionne aussi pour les cours de philologie dispensés par Hermann Usener, d'archéologie avec Reinhard Kekulé, d'histoire de l'art avec Anton Springer et de psychologie avec Wilhelm Wundt.

### Un voyageur circonspect
Diplômé, il reçoit de son père l'autorisation de faire un tour du monde pendant un an, juste avant le service militaire. Kessler part en voyage le 26 décembre 1891, depuis Le Havre en direction de New York, où son père le présente à des financiers avec qui il est en affaires. Il cherche à intéresser son fils à ce milieu, dont un cabinet d'avocats, mais c'est peine perdue, Harry préfère partir explorer le grand nord canadien. Puis il repart vers l'Ouest ; d'abord San Francisco, et de là, arrive au Japon qu'il trouve déjà trop occidentalisé. Il poursuit vers la Malaisie, séjourne dans la jungle accompagné d'un guide qui lui sert aussi de domestique et pense un temps s'installer là définitivement. Il arrive ensuite en Inde, puis rallie le Caire et enfin est de retour en Europe. Fin 1892, il entre au 3e corps des Uhlans à Potsdam, intégrant ainsi un régiment d'officier prussien. Il se lie d'amitié avec Otto von Dungern-Oberau (1873-1969). Après l'armée, Harry reprend ses études de droit et devient docteur en 1894. Plutôt que la carrière d'avocat, il espère embrasser celle de diplomate. Il fait plusieurs tentatives auprès du chancelier Clovis de Hohenlohe-Schillingsfürst, pourtant lié à ses parents, mais rien n'y fait. Sa mère, devenue veuve en 1895, pousse son fils à choisir les arts, plutôt que la politique et lui en donne les moyens. Il effectue alors un voyage au Mexique, explore le Yucatan, et en rapporte de quoi faire un livre qu'il publie en 1898 (Notizen über Mexico, Berlin, F. Fontane).

### L'amateur d'art

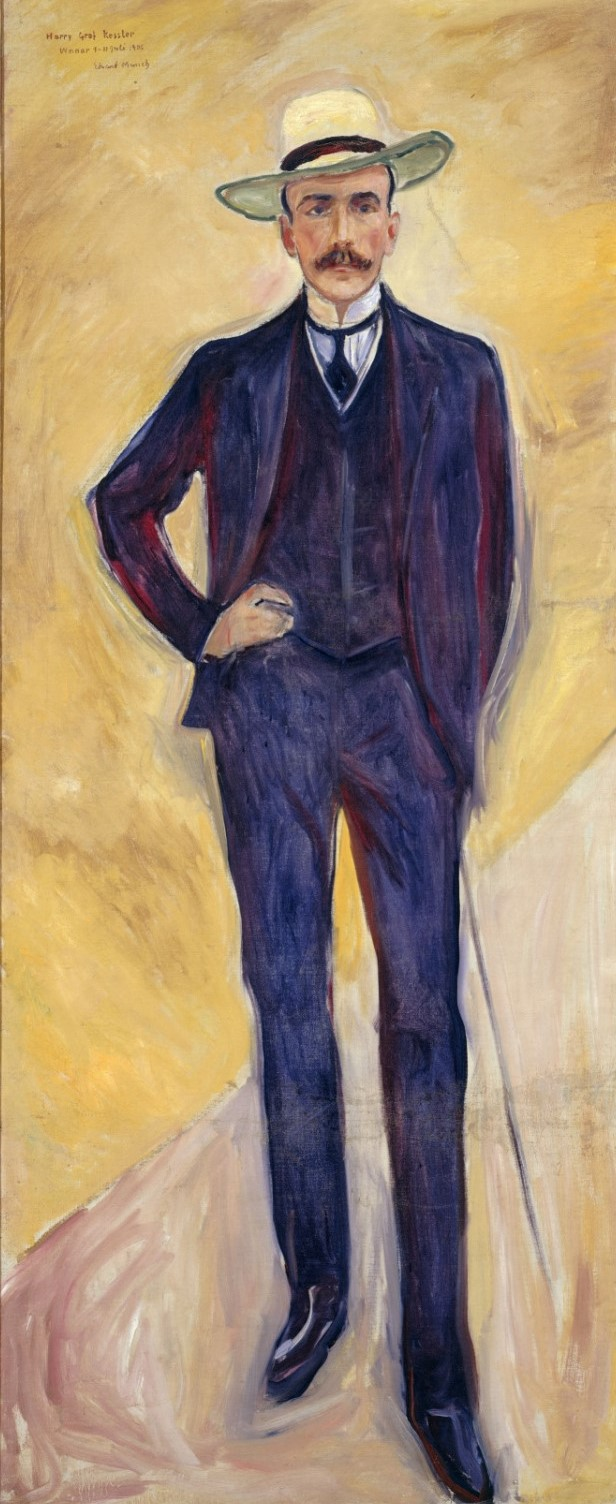
Harry Kessler par Edvard Munch (1906).

Désormais rentier, Harry se consacre peu avant 1900 au monde de l'art. Au cours de ses années d'études, Harry avait sympathisé avec Eberhard von Bodenhausen (1868-1918). En avril 1895, à Berlin, Bodenhausen lance la revue Pan, l'un des fleurons de l'avant-garde artistique européenne. Il associe Harry au conseil de surveillance, et sans doute aussi en tant que contributeur financier dans ce qui est alors une coopérative. Cette revue lui permet de croiser des créateurs comme Richard Dehmel, Theodor Fontane, Friedrich Nietzsche, Detlev von Liliencron, Julius Hart, Paul Verlaine et Alfred Lichtwark. De plus, à Londres, Kessler entre en contact avec William Morris dont les conceptions reliant arts et artisanats le séduisent : c'est ainsi qu'il se passionne pour le papier, la typographie, la reliure, l'illustration et la mise en page. D'une manière générale, son ascendance sur la revue Pan et son comité se fait plus sensible. La revue lui permet d'entrer en relation avec de nombreux artistes. Il se passionne pour l'impressionnisme, le néo-impressionnisme, les mouvements sécessionnistes, le symbolisme. Il rencontre Edvard Munch qui fait de lui son portrait. Sur Paris, il croise Claude Monet, Verlaine et, par le biais d'Auguste Rodin, Aristide Maillol. Sur Berlin, il rencontre Henry van de Velde et Hugo von Hofmannsthal. L'expérience de Pan s'arrête en 1901 avant de reprendre mais sans Kessler.

### Le mécène et Weimar

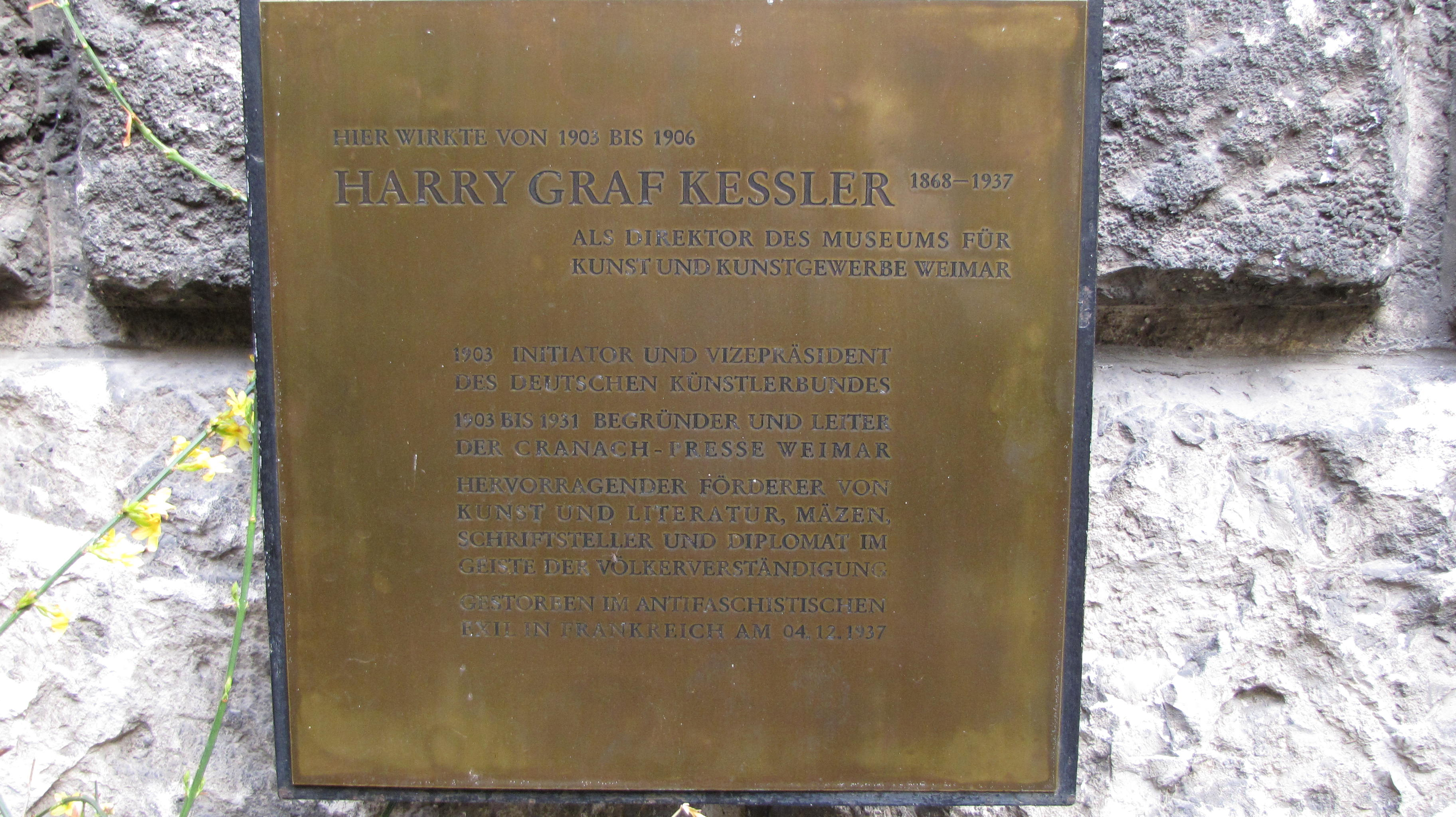
Plaque commémorative rappelant le rôle joué par Kessler au musée de Weimar entre 1903 et 1906.

Installé à Berlin, Harry Kessler fait meubler en 1897 son appartement, situé Köthener Straße, par Van de Velde. Plus tard, lorsqu'il déménage à Weimar sur Cranachstraße c'est encore Van de Velde qui s'occupe de la décoration intérieure. En 1903, il est un des fondateurs de l'association des artistes allemands Deutscher Künstlerbund.
Il rencontre Hofmannsthal en mai 1898 : les deux hommes deviennent assez proches au point que le poète fait souvent appel à Kessler en cas de panne d'inspiration. Dix ans plus tard, au printemps 1908, les deux hommes accompagnent Aristide Maillol lors d'un voyage en Grèce. Kessler achète quelques pièces à Maillol — dont Le Cycliste, qui est une commande et représente Gaston Colin, le petit ami de Kessler. Il lui rend souvent visite dans son atelier de Marly-le-Roi. Il participe vers 1910 au financement de la création d'un nouveau papier, le Montval, projet coordonné par Gaspard Maillol, neveu du maître.
En octobre 1902, Kessler est nommé président du conseil d'administration du Großherzogliches Museum de Weimar, puis en mars 1903, directeur. Il devient de facto le conseiller artistique du Grand-duché de Saxe-Weimar-Eisenach et du grand-duc Guillaume-Ernest. En 1904, il organise une exposition intitulée « Manet, Monet, Renoir, Cézanne », grâce à ses connexions avec la scène artistique parisienne, suivie d'autres, qui associent les peintres allemands néo-impressionnistes. En avril 1908, il fait nommer Henry van de Velde à la tête d'une nouvelle école, la Kunstgewerbeschule, totalement ouverte aux nouvelles disciplines, mêlant arts et arts décoratifs, qui deviendra le foyer du futur Bauhaus. Kessler convoque soit au musée soit à l'école de nombreux conférenciers tels que André Gide, Hofmannsthal, Gerhart Hauptmann et Rainer Maria Rilke.
Kessler s'intéresse aussi au théâtre, aux arts vivants. À Londres, il avait été impressionné par le travail révolutionnaire d'Edward Gordon Craig qu'il fait venir au théâtre de Weimar. Il est à l'origine de la rencontre entre Craig et Max Reinhardt. Il voulait aussi faire bâtir un nouveau théâtre à Weimar selon des plans qu'il avait confiés à Van de Velde mais le projet avorta. En effet, la partie n'est pas facile : face aux nombreuses intrigues de cour, et désavoué par le grand-duc, Kessler démissionne de ses fonctions en juillet 1906.
Les catalogues et les articles qui témoignent de l'activité de Kessler avant la Première Guerre mondiale ont contribué à la percée du modernisme occidental en Allemagne. Kessler doit être vu comme un médiateur et stimulateur à Weimar, reliant des artistes et des écrivains venus de toute l'Europe et créant une sorte de communauté culturelle européenne.

### Le monument Nietzsche
Elisabeth Förster-Nietzsche entre en relation avec Kessler dans le but de faire de Weimar le lieu de conservation des archives de son frère (les Nietzsche-Archivs), mort en 1900. Déjà du temps de la revue Pan, Nietzsche avait été au cœur des ambitions esthétiques du projet. Désormais, la sœur du philosophe n'a plus qu'une obsession, un monument élevé à la gloire de Nietzsche, qu'elle désire prêt pour 1914. Kessler se charge à partir de mars 1911 de l'élaboration du projet qui va prendre des proportions quasiment pharaonique. Le budget enfle au point d'atteindre 1 million de marks-or. Kessler obtient l'accord gouvernemental de Walther Rathenau et de Julius Stern. Il entre en contact avec plus de 300 contributeurs potentiels, dont plus de la moitié en dehors de l'Allemagne. Le projet de Kessler laisse Elizabeth dubitative : il est tout sauf nationaliste, il met en valeur la culture de l'esprit et les sports, les valeurs universelles que sont la poésie et la musique, il prévoit même un stade au sein d'un vaste complexe paysager proposant des parcours rappelant certains passages de l'œuvre du philosophe. En définitive, Kessler jette l'éponge fin 1912, alors qu'il ne parvient pas à imposer Van de Velde et qu'on lui reproche justement de ne pas être assez allemand. L'entreprise de récupération de l'œuvre de Nietzsche par les nationalistes était en marche.

### Un atelier
Passionné par les métiers du livre et ayant déjà soutenu la maison Insel (Leipzig) depuis 1904, il est en 1913 le créateur d'une maison d'édition de type private press, la Cranach Press, établie à Weimar, associé avec Hans Mardersteig. Pour créer de nouveaux caractères, il fait appel aux Anglais Emery Walker, Eric Gill et Edward Johnston. Ses ouvrages utilisent le papier Montval que lui fournit Maillol. Mais la guerre met un terme provisoire à cette entreprise à laquelle Kessler tenait particulièrement.
Le 14 mai 1914 est donné à l'Opéra Garnier La Légende de Joseph, ballet en un acte, chorégraphié par Michel Fokine, sur une musique de Richard Strauss, et un livret de Kessler et Hofmannsthal.

### La guerre
Juste avant l'entrée en guerre, Kessler aide sa mère et sa sœur à prendre le bateau au Havre le 28 juillet en direction de Londres. Puis il part en Allemagne rejoindre son unité. Il fait preuve durant les premières semaines de conflit, à l'instar de bon nombre d'intellectuels, d'un certain optimisme, face à la ferveur populaire et à l'unité du pays. Mais les choses vont se dégrader peu à peu. Il occupe d'abord un poste sur le front belge, puis est muté sur le front de l'Est et enfin, dans les Carpathes. Au printemps 1916, il est face à Verdun et assiste, comme son journal intime en témoigne, à un « assassinat en masse ». Dégoûté, il demande sa mutation à Berlin, mais il est affecté à Berne, chargé du bureau de propagande germanique auprès des Suisses ; officieusement, il a en fait pour mission de négocier un accord de paix séparé avec la France, mais il produit un rapport concluant que jamais la France ne renoncerait à l'Alsace-Lorraine. Début 1918, il fait partie de la délégation allemande au moment du traité de Brest-Litovsk.

### Le «comte rouge»
En novembre 1918, Kessler assume brièvement le rôle d'ambassadeur en Pologne. Mais à Berlin, la révolution est en marche. Il y assiste d'abord en témoin passif. Il note dans son journal jour après jour ce qu'il voit. Kessler, jusqu'alors, n'est pas vraiment un démocrate : il pense sincèrement que la masse doit être réceptive à la production artistique de l'élite et considère que les classes défavorisées ne peuvent rien produire de significatif. Après la défaite, il change d'orientation politique, sympathise avec le Parti social-démocrate indépendant (USPD, plus progressiste) mais devient membre du Parti démocrate (DDP, plus conservateur), tout en se voulant pacifiste. Le surnom, sous lequel Kessler est alors connu, est : « le comte rouge ». On parle de lui comme d'une éminence grise, il interfère en effet auprès du ministre des Affaires étrangères Ulrich von Brockdorff-Rantzau pour une alliance politique avec l'USDP.

### Le pacifiste
En même temps, Kessler relance la Cranach Press et s'en sert comme d'un tribune pour exprimer sa propre vision de ce qu'il entend par Société des nations (Plan zu einem Völkerbunde auf Grund einer Organisation der Organisationen). Diplomate plutôt activiste donc, devenu un pacifiste au militantisme agressif, il promeut même une Cour mondiale de justice, un Comité mondial d'arbitrage, et se lance dans la rédaction d'une constitution unissant l'ensemble des nations. En janvier 1919, il est membre du Bund Neues Vaterland ; la section allemande de la Ligue mondiale de la jeunesse le nomme président honoraire, et la Société allemande pour la paix le fait entrer à son conseil d'administration. En octobre 1920, il participe au 9e Congrès pacifiste allemand. Dès lors, il accepte diverses missions au sein des gouvernements de la République de Weimar, auprès de Walther Rathenau en 1922, puis auprès du Parlement britannique lors de l'occupation de la Ruhr par l'Armée française. Il ne peut cependant obtenir le poste d'ambassadeur à Londres. Il entreprend une tournée de conférences aux États-Unis pour tenter de sensibiliser des investisseurs tandis que l'Allemagne s'enfonce dans une crise économique sans précédent. Chargé de mission dans le cadre de la Société des nations, Kessler se retire subitement en 1926 de toute activité diplomatique. Deux ans plus tôt, candidat pour le DDP, il avait échoué à être élu lors des élections en Westphalie.

### Une retraite littéraire
Durant l'été 1925, Kessler tombe malade. Wilma, sa sœur, vient à Berlin pour s'occuper de lui.
Peu à peu, il se remet à l'écriture et à l'édition. Il publie ses essais à la Cranach Press. Certains de ses travaux portent sur l'Antiquité romaine. En 1927, lors de la foire du livre de Leipzig, sa maison d'édition reçoit une médaille d'or pour la qualité de l'impression ; son édition des Bucoliques de Virgile décroche la mention de « plus beau livre de l'année ». En 1930, son édition du Hamlet de Shakespeare sous la direction de Gerhart Hauptmann est également élu plus beau livre de l'année. Entre-temps, il publie sous la forme d'un feuilleton journalistique, la biographie de Walter Rathenau. Kessler se retrouve en effet criblé de dettes. En 1932, il vend Cranach Press.
En février 1933, face à la montée du nazisme, il presse S. Fischer Verlag de publier le premier tome de son journal commencé en 1880. L'éditeur lui verse une avance de 12 000 marks et Kessler en profite pour se rendre à Paris. Toutefois, il espère vendre ses propriétés à Weimar et Berlin, mais en septembre 1935, ses mémoires sont interdits de publication. En 1936, sort à Paris le premier tome en français de ses mémoires, sous le titre Souvenirs d’un Européen. De Bismarck à Nietzsche (Plon).
Entre septembre 1933 et septembre 1936, Kessler vit principalement à Majorque, mais la guerre civile espagnole l'en déloge. Il se réfugie dans le sud de la France, sa sœur Vilma lui envoyant de l'argent. Le 6 juillet 1936, il parvient à vendre sa maison de Weimar. De plus en plus malade, il meurt le 30 novembre 1937 dans une clinique à Lyon et est enterré au cimetière du Père-Lachaise (57e division).

## Postérité
Du 21 mai au 25 septembre 2016, la Stiftung Brandenburger Tor, fondation de la Berliner Sparkasse (la Caisse d'épargne berlinoise), a organisé une grande exposition intitulée Harry Graf Kessler – Flaneur durch die Moderne. À cette occasion, un documentaire vidéo intitulé Harry Graf Kessler - Der Mann, der alle kannte réalisé par Sabinne Carbon a été produit.

## Écrits
Son journal intime est publié chez Klett-Cotta à Stuttgart depuis 2004, l'ensemble comprend neuf volumes couvrant la période 1880-1937, ce qui constitue un témoignage assez exceptionnel. Une partie de sa vaste correspondance est parue chez S. Ficher en 1988.
En français, un premier tome du Journal est paru en 1936 publié par les éditions Plon sous le titre Souvenirs d'un Européen 1. De Bismarck à Nietzsche, puis en 1972, traduit de l'allemand par Boris Simon, les éditions Grasset publient Les Cahiers du comte Harry Kessler, 1918-1937 (réédité en 2011 chez le même éditeur) et enfin en 2017, les Éditions de la Maison des Sciences de l'Homme publient Journal : regards sur l'art et les artistes contemporains 1888-1937  (ISBN 978-2-73512-342-1), mais aucune de ces trois éditions ne couvre l'intégralité du corpus qui compte plus de 15 000 pages. La correspondance en français couvre ses échanges avec entre autres André Gide.

## Citation
« Ma seule expérience véritablement religieuse de ces années-là fut la splendeur des hymnes protestants. Quand les enfants de l'orphelinat entonnaient de leurs voix claires le chant de Jean-Sébastien Bach :  O Haupt voll Blut und Wunden [Oh ! tête couverte de sang et de blessures] repris avec une intime gravité par l'assistance, tout ce qu'on m'avait enseigné de christianisme jusque-là, m'apparaissait plat et sans importance. C'est en de tels moment que j'appris ce qu'était la "religion", l'union intime avec d'autres et avec l'univers, dans la conviction d'une présence divine. »